# Pleasant Hill (Illinois)
Pleasant Hill è un villaggio degli Stati Uniti d'America, situato nello Stato dell'Illinois, nella contea di Pike.